# Piet Wisse

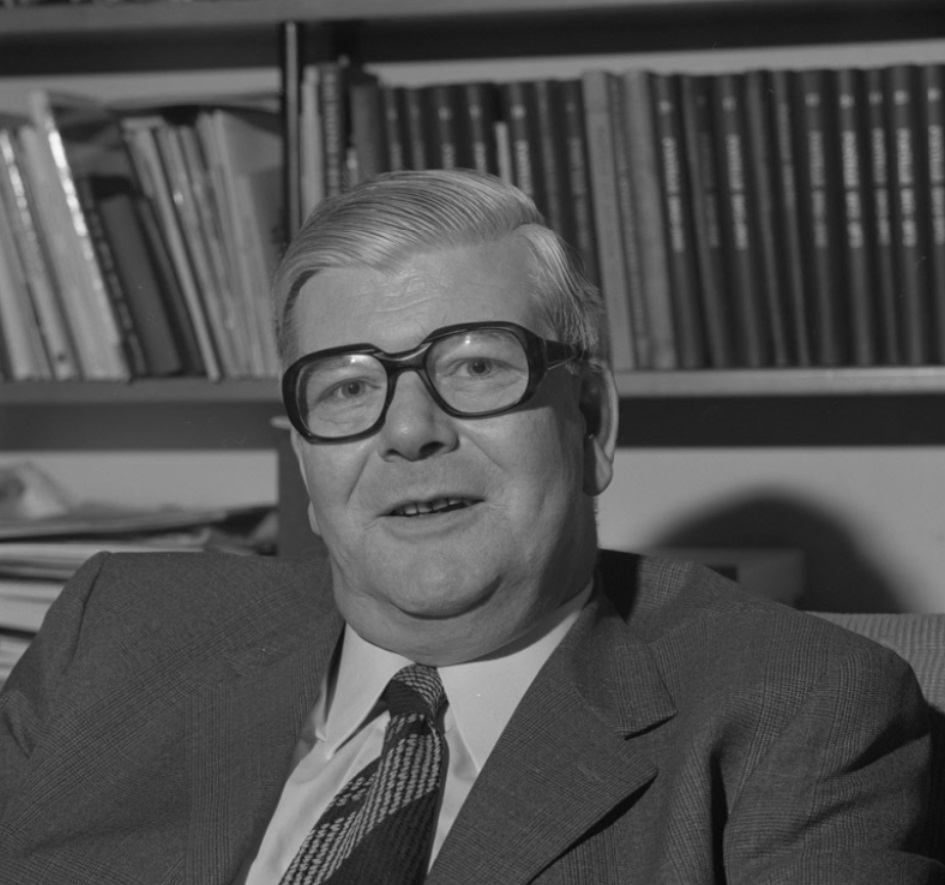
Burgemeester P. Wisse (ca. 1974)

Piet Wisse (Waarde, 10 november 1927 – 16 maart 2003) was een Nederlands politicus van de CHU en later het CDA.
Na het doorlopen van de hbs in Goes begon hij in 1948 zijn carrière als volontair bij de gemeentesecretarie van zijn geboorteplaats. Een half jaar later trad hij als tweede ambtenaar in dienst bij de gemeente Nieuw- en Sint Joosland en daarna ging hij als eerste ambtenaar aan de slag bij de gemeente 's-Heer Abtskerke. In 1952 werd hij adjunct commies bij de gemeente Kapelle en in augustus 1953 maakte hij de overstap naar de provinciale griffie in Middelburg waar hij het bracht tot commies a. In februari 1962 werd Wisse benoemd tot burgemeester van Wissenkerke en daarmee was hij toen de jongste burgemeester van Zeeland. In december 1992 ging hij met pensioen maar hij bleef aan als waarnemend burgemeester tot de gemeente Wissenkerke op 1 januari 1995 fuseerde met Kortgene tot de nieuwe gemeente Noord-Beveland. Wisse overleed begin 2003 op 75-jarige leeftijd.